# Zelinje
Zelinje (en serbe cyrillique : Зелиње) est un village de Bosnie-Herzégovine. Il est situé dans la municipalité de Zvornik et dans la république serbe de Bosnie. Selon les premiers résultats du recensement bosnien de 2013, il compte 424 habitants.

## Géographie
Zelinje est situé sur les bords de la Drina.

## Démographie

### Évolution historique de la population dans la localité
| 1948 | 1953 | 1961 | 1971 | 1981 | 1991 | 2013 |
| ---- | ---- | ---- | ---- | ---- | ---- | ---- |
| -    | -    | 709  | 687  | 708  | 529, | 424  |

|  |